# Bactrocera luzonae
Bactrocera luzonae
 es una especie de díptero que Hardy y Adachi describieron por primera vez en 1954. Bactrocera luzonae pertenece al género Bactrocera de la familia Tephritidae. Esta especie como plaga agrícola ha sido atacada por los agricultores en Filipinas.